# Закон за съдене на хората
Закон за съдене на хората (Законъ соудный людьмъ, ЗСЛ) е правен документ от времето на Първата българска държава.
В България след покръстването първоначално са се прилагали византийските правни сборници „Еклога“ и „Номоканон“. Вероятно още при Борис I (842 – 888) те са били заменени от Закона за съдене на хората, който в по-голямата си част представлява допълнение и видоизменение на части от „Еклогата“. Въпросът дали законът е бил съставен в България, или донесен от Моравия, е обект на научни дискусии. Привържениците на тезата за моравския му произход считат, че той е бил съставен от Методий.
Има две редакции на ЗСЛ: кратка, която се среща в Кормчиите, и пространна – част от някои частни правни паметници, познати под името „Критерии на праведния“ (Мерила праведнаго) и в някои летописи.

За основа на кратката редакция на ЗСЛ изглежда е послужила „Еклогата“ на Лъв III Исавър и Константин Копроним (ок. 740 г.) – предимно от титул 17, но също и части от 2, 8 и 14. От този законодателен акт, съставен според акад. Успенски под влияние на славянското обичайно право, са буквално преведени членове 12,15,18,21,24,31 и 32, а всички останали са по-малко или повече редактирани. Редакцията се е състояла обикновено в това, че светските наказания от Еклогата са заменени с църковни епитимии (чл. 4 – 9,11,14 и 16), а в други случаи гръцките членовредителства са заменени с глоба и/или продажба (в робство) (чл. 25, 27, 38 и 29).

В разширената редакция на ЗСЛ допълнителните 45 члена били заети предимно от Моисеевите закони. Текстовете са по-близки до тези в Еклогата, а липсват и църковни епитимии (наказания). По тая причина може да се предположи, че разширената редакция е по-ранна от кратката, като разширената е била предназначена предимно за гражданските съдилища, а кратката – за духовните (църковните).
ЗСЛ е най-старият славянски писмен правен паметник. Правните текстове в него могат да се разделят на четири групи:
- наредби, касаещи езичниците
- наредби по съдоустройство и съдопроизводство
- наредби по гражданско право
- наредби по наказателно право